# PIECE ~Kioku no Kakera~
PIECE ~Kioku no Kakera~ (PIECE～記憶の欠片～ PIECE ~Những mảnh vỡ ký ức~) là movie đầu tiên trong project TOEI HERO NEXT, với sự xuất hiện của 2 diễn viên chính trong Kamen Rider OOO, Shu Watanabe và Ryosuke Miura, cũng như Rin Asuka từ Kamen Rider W.

## Cốt truyện
Tomoki Chino (千野智紀), một phóng viên tự do (do Watanabe thủ vai) và Rei (零), một tay săn ảnh có 5 nhân cách (Miura thủ vai) phải hợp tác điều tra những "vụ án Megalopolis Gorgon", trong đó những nạn nhân bị hoá đá và chết.

## Diễn viên
- Ryosuke Miura: Rei
- Shu Watanabe: Tomoki Chino
- Rin Asuka: Gomi Haruka
- Hitomi Hasebe: Kitamura Futaba
- Kazue Itô: Shiomura Rika
- Mantarô Koichi: Tsudahigashi Jirou
- Kazuyuki Matsuzawa: Kariya Aoni
- Moeka Nozaki: Himemiya Arisa
- Makiko Ozawa: Shirakawa Momoko

## Âm nhạc
- Anata no Tame ni (あなたのために Vì em?)

Thể hiện: Miura Ryousuke
Lời: EMI K. Lynn
Sáng tác: Narumi Kazuto
Cải biên: Itou Shun